# Renjiayu
Renjiayu is een stadswijk van de stad Hedi in de prefectuur Yangquan in de provincie Shanxi in China. De gevangenis nummer 2 van Yangquan is gevestigd in Renjiayu. Renjiayu ligt 871 m boven zeeniveau.